# Kusum Pur
Kusum Pur es una ciudad censal situada en el distrito de Delhi sudoeste,  en el territorio de la capital nacional,  Delhi (India). Su población es de 17028 habitantes (2011). 

## Demografía
Según el censo de 2011 la población de Kusum Pur era de 17028 habitantes, de los cuales 9170 eran hombres y 7858 eran mujeres. Kusum Pur tiene una tasa media de alfabetización del 72,68%, inferior a la media estatal del 86,21%: la alfabetización masculina es del 82,68%, y la alfabetización femenina del 60,93%.